# Zdeněk Palcr
Zdeněk Palcr (3. září 1927, Svitávka – 12. července 1996, Praha), byl český sochař, restaurátor, výtvarný teoretik a typograf.

## Život
Za války byl totálně nasazen a pracoval jako dělník, navštěvoval večerní krzy na Obchodní akademii v Brně.
Roku 1945 se Zdeněk Palcr nejprve neúspěšně ucházel o studium na AVU a poté začal studovat na VŠUP v ateliéru profesora Josefa Wagnera. Jeho spolužáky byli Eva Kmentová, Olbram Zoubek, Věra a Vladimír Janouškovi, Alina Szapocznikow, Miloslav Chlupáč, Vladimír Preclík a Zdena Fibichová. Nejstarší a všemi respektovaný Miloslav Chlupáč inicioval založení studentského spolku Volné sdružení veselých umělců, který vystavil své práce roku 1946. Školní rok 1948–49 strávil Zdeněk Palcr na stáži u prof. Lazarova v sofijské Akademii.
Po úspěšném ukončení studia musel Palcr absolvovat v letech 1950–52 základní vojenskou službu a poté spolu s prof. Wagnerem a svými spolužáky Podhrázským a Chlupáčem pracoval dva roky na Slovensku při restaurování sgrafit na zámku Fričovce. Zde se také seznámil se Zuzanou Kurucovou, která se za něj provdala.
Následující roky (1955–56) pracoval jako restaurátor na jihu Čech společně se Stanislavem Podhrázským a Mikulášem Medkem. Roku 1957 se stal členem tvůrčí skupiny Máj 57 a vystavoval na všech jejích skupinových výstavách až do roku 1964.
V roce 1960 vystavil sochy společně s kresbami S. Podhrázského v Alšově síni UB, ale svou první samostatnou výstavu měl až v roce 1970 v Nové síni. Roku 1964 pracoval na sochařském symposiu v St. Margarethen v Rakousku a zúčastnil se rovněž dvou sympozií ve Vyšných Ružbachoch na Slovensku (1966, 1967). V letech 1969–72 byl členem výboru sekce malířů, sochařů a grafiků SČVU a kurátorem několika výstav. Byl vybrán pro světovou výstavu Expo v Montrealu (1967) a roku 1970 byl pozván do Ósaky, aby zde realizoval spolu s arch. Rudišem rozměrný reliéf (60 x 4,5 m) z litého betonu v Československém výstavním pavilonu.
Od roku 1974 pracoval jako restaurátor sgrafit zámku v Litomyšli spolu se Stanislavem Podhrázským, Olbramem Zoubkem a Václavem Boštíkem. Jeho vlastní dílo vznikalo pouze za zimní přestávky v restaurátorské práci. Věnoval se návrhům filmových plakátů a sochařské tvorbě v malém ateliéru na Letné v průjezdu domu zvaného „Molochov“ v bývalém krámku. Od roku 1971 postupně přestavěl stodolu ve Zdibech a zřídil zde svůj druhý ateliér. V sedmdesátých letech podnikl cesty do Paříže (1977) a do Polska (1978). Ve spolupráci s architektem Rudišem vytvořil v 80. letech reliéfní stěnu v Brně-Lesné (1982) a pískovcovou sochu pro sídliště v Brně-Líšni (1988). Své ateliérové práce odmítal vystavovat a zúčastnil se pouze jediné výstavy v Městském muzeu v Litomyšli (Boštík, Palcr, Podhrázský, Zoubek, 1986). Roku 1996 potvrdil ochotu uskutečnit retrospektivní výstavu svého díla v Městské knihovně v Praze, plánovanou na rok 1997 k jeho sedmdesátinám. Retrospektivní výstava se nakonec uskutečnila roku 1997 v SGVU v Náchodě a následujícího roku byla přenesena do SGVU v Litoměřicích a Muzea v Litomyšli.
Těchto výstav se sochař nedožil, neboť 12. července 1996 v Praze zemřel. Pohřben byl na Motolském hřbitově.

## Dílo

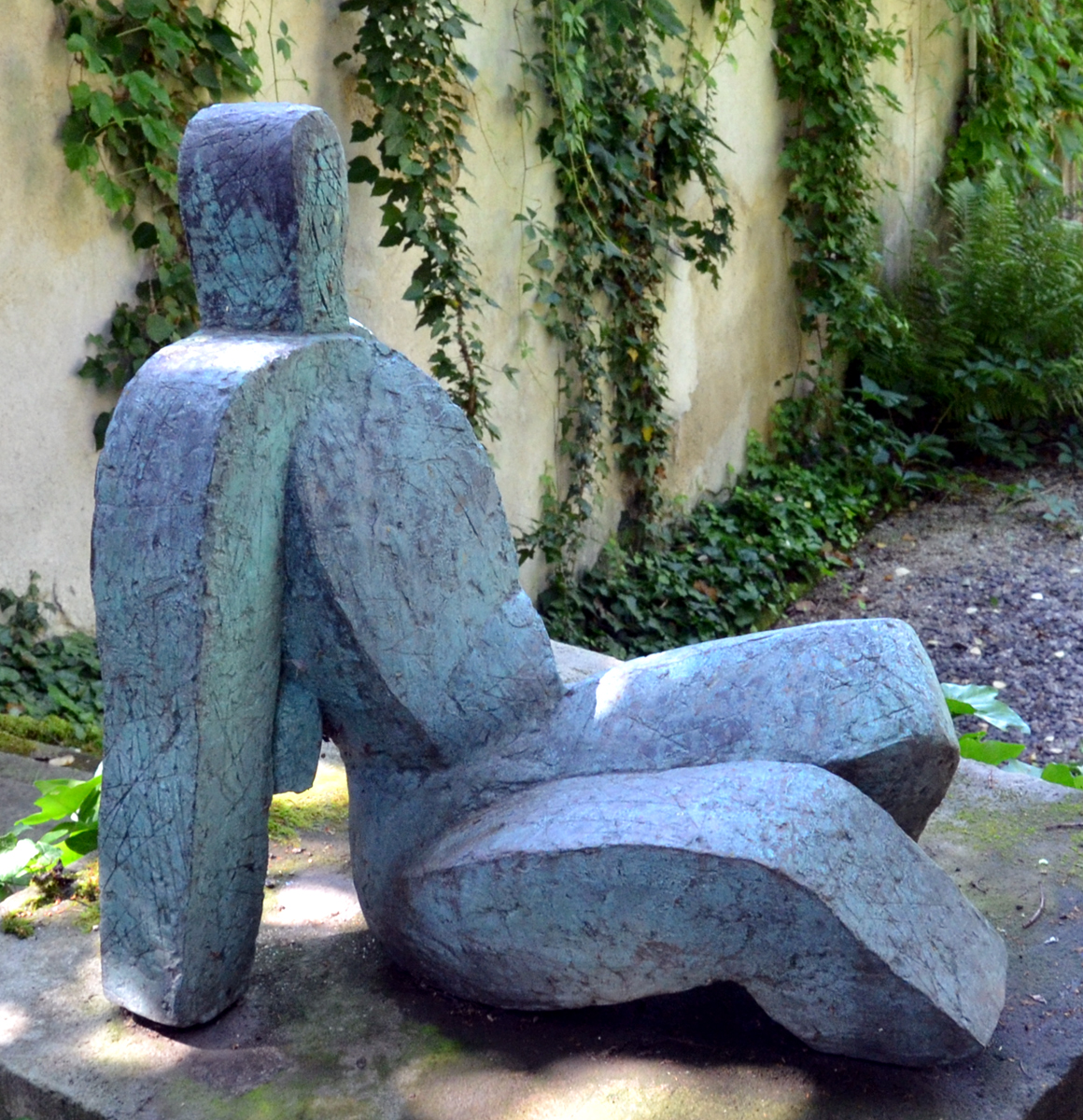
Zdeněk Palcr - Sedící, 1959, bronz

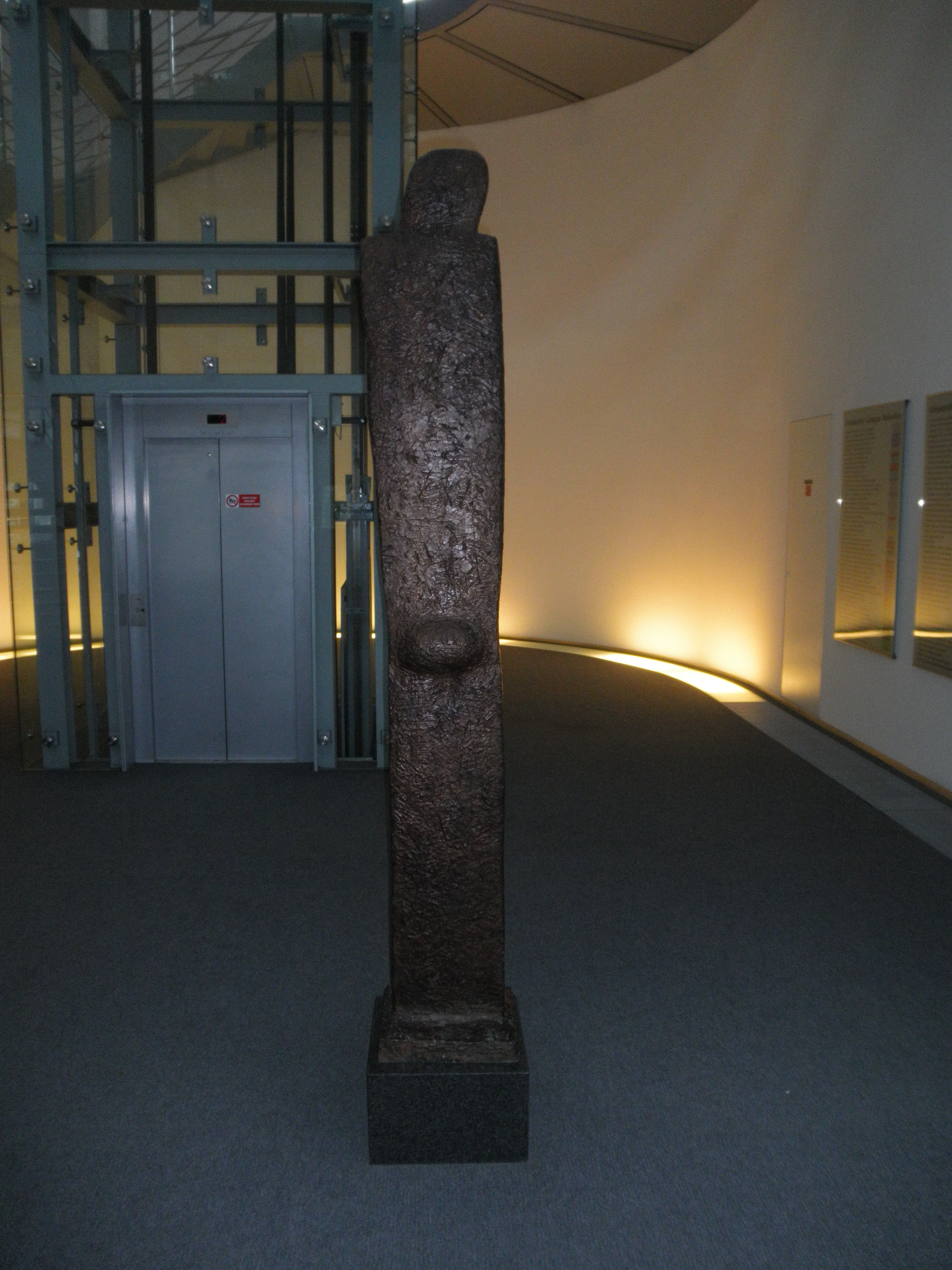
bronzová stéla bez názvu

Zdeněk Palcr přišel studovat na VŠUP s vlastní představou o soše a přestože si profesora Wagnera vážil, jeho lyrická abstrakce mu byla cizí, stejně jako oblost nebo měkkost sochy.. Inspiraci hledal u Oty Gutfreunda a v 50. letech ho zkoumání stavby, kompozice a tělesnosti Gutfreundových soch zaujalo natolik, že vytvořil několik volných variací na jeho díla. Podobně ho inspirovaly plastiky pařížských sochařů Henri Laurense, Raymonda Duchampa-Villona, Alexandera Archipenka, Constant Permekeho nebo Charlese Despiau (Hlava, 1955). Kromě kompaktní stavby sochy v řádu kubizujícího tvarosloví bylo jeho snahou do povrchu promítnout neklid a expresivní prvek v podobě šrafů, vrypů nebo hrubší modelace.
Podle Kapusty  byla základní charakteristikou Palcrových ženských figur – stojících, ležících, sedících i portrétů – plnost a vyváženost tělesných objemů rozvržených v ploše, zřetelná obrysovost, harmonie proporčních vztahů, ozřejmování se části v rámci soudržného lineárního, kubizujícího sochařského celku. (Sedící žena (mramor) 1962, GHMP)
Na počátku 60. let se Palcrovo pojetí sochy vyvíjí ke zploštění objemu, geometrizaci tvaru a monumentalizaci. Prvky tělesnosti figury a její atributy ustupují a nakonec mizí až ke konečnému tvaru abstraktní stély. Pohyb je někdy naznačen zvlněním (Stojící torzo, 1965), tělesné znaky jsou postupně redukovány a nahrazeny geometrickým narušením plochy v podobě válce nebo římsy (Stojící figura II, 1966), až nakonec zcela opuštěny a figura zůstává volně naznačena jen v obrysu ploché stély – monolitu s horizontální základnou (Stojící figura, 1976). Palcrovy sochy nepřestaly být figurální, ale při určení pro frontální pohled se jejich hlavní účinek soustředil na působení proporcí, obrysu a modelaci povrchu, který měl být nositelem významů (určitost/neurčitost, uvolnění/utužení, vláčnost/pevnost). Pro sochaře byl důležitý princip stání nebo vztyčení figury, ztělesnění hmotnosti, vztah k základu (svázanost se zemí v původním i přeneseném smyslu), uzavřenost vlastního prostoru sochy. Sochy, kde převažoval nějaký vedlejší význam jako opření o něco, podepření, vzepření něčemu, později zničil.
Palcr byl intelektuál, který o sochařství hluboce přemýšlel a sochu považoval za „ztělesněnou přítomnost duchovního světa“ . Během 80. let, podporován i diskusemi s filosofem Petrem Rezkem, si vytvořil nekompromisní názor na to co je a není sochou a vymezoval se vůči pracím svých kolegů, kteří se zabývali objekty a instalacemi.
Pro něj samotného měl stále složitější filosofický náhled na vlastní tvorbu tragický důsledek v tvůrčím znejistění, které mu bránilo rozhodnout o definitivním vzhledu svých soch. Uzavřenost vůči okolí a chybějící reflexe jeho tvorby ze strany publika a kritiků jeho situaci komplikovala. Ve svém ateliéru ponechával z tohoto důvodu od konce 70. let všechny sochy v sádře a některé znovu upravoval a přepracovával, aniž by byl schopen celý proces ukončit alespoň patinací, jestliže odlití do bronzu nebylo z finančních důvodů proveditelné. Ze stejného důvodu odmítal (s jedinou výjimkou v roce 1986) od roku 1970 vystavovat.
Sochařova tvorba z 80. a 90. let zůstala téměř neznámá a posledním zveřejněným svědectvím, které je ale spíše uměleckým fotografickým dokumentem o vztahu světla a bílých sádrových monumentů v sochařově ateliéru, jsou fotografie Jana Svobody z roku 1975. V rozhovoru, který roku 1990 vedl s Karlem Srpem, hovoří o návratu k objemu a modelaci postavy jako o budování celku ze sestavy reliéfů a rozvíjení plastičnosti objemu z plochy. Přestože v abstrakci tvaru dospěl do stadia, kdy už pro něj bylo zdánlivě obtížné vrátit se zpět k figuře, jeho poslední realizace v Brně (Sedící žena, 1988) takové východisko naznačuje.
Koncem 90. let se podařilo inventarizovat a dokumentovat sochy uskladněné v sochařově ateliéru a alespoň zčásti je časově zařadit. Palcr dokončil patinací několik bust, kde tvar ploché stély určené pro frontální pohled, oživuje drobnými naznačenými detaily úst nebo ruky. Přestože sochař záměrně odmítal modelaci v hlíně a svá díla tvořil nanášením sádry na kovovou kostru, jeho poslední nedokončené figurální studie opouštějí kubistická východiska a vracejí se k oblým tvarům.

Kromě sochařské tvorby se Zdeněk Palcr od 60. let zajímal o film a je autorem oceňovaných filmových plakátů.

### Realizace

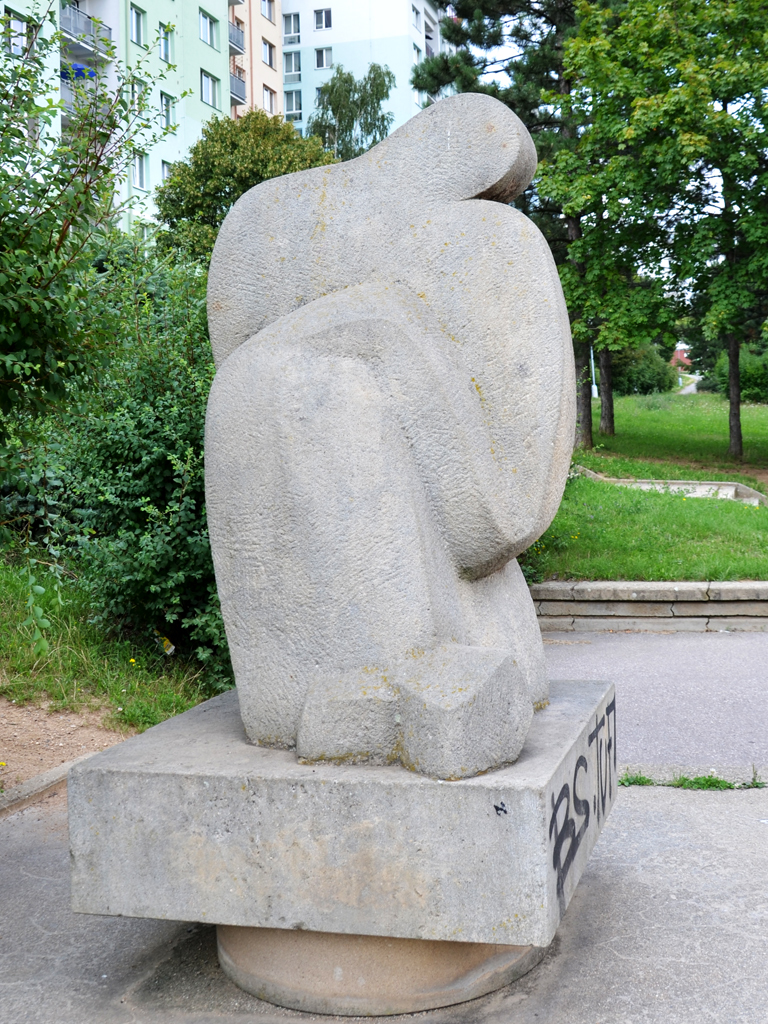
Zdeněk Palcr, Sedící žena (1988), Brno

- 1958/60 Plastika (vápenec), Společenský dům Praha
- 1967 Plastika (vápenec), Čs. pavilon Expo Montreal
- 1967 Plastika (vápenec), hotel Juventus, Praha, (nezvěstné)
- 1968 Plastika (travertin), budova Chemapolu, Praha (zničeno)
- 1970 Reliéfní stěna – Ruka, 4,5 x 60 m (litý beton), Čs pavilon Expo 70, Ósaka
- 1970 Dvojice, Dendrologická zahrada Průhonice
- 1982 Reliéfní stěna (beton), TJ Tesla, Brno-Lesná
- 1988 Sedící žena (pískovec), sídliště Brno-Líšeň

### Sochařská sympozia

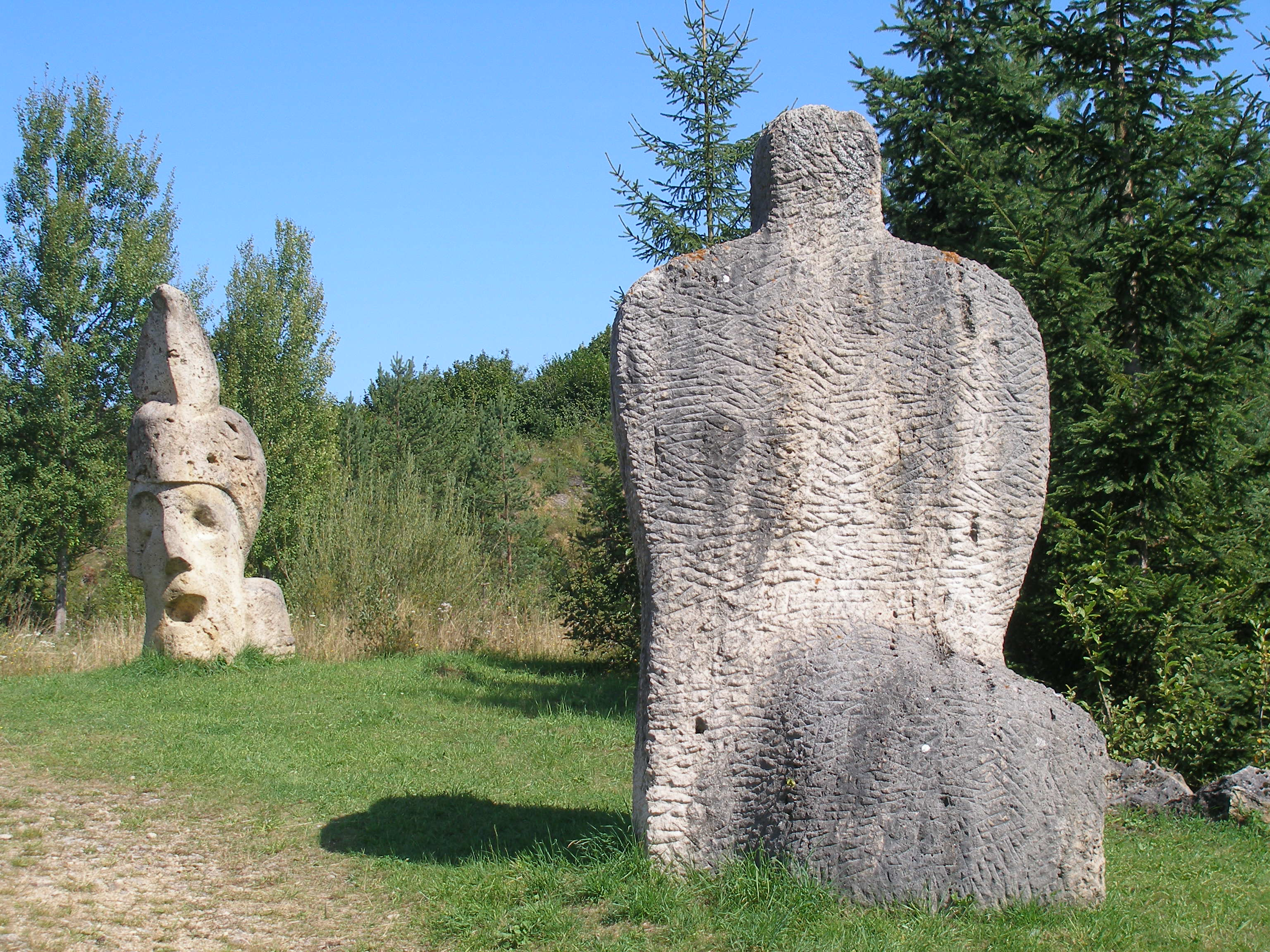
Zdeněk Palcr, Vyšné Ružbachy, 1967

- 1964 St Margarethen
- 1966, 1967 Vyšné Ružbachy

### Restaurátorské práce
- 1947–1990 restaurování kamenných plastik a sgrafitových omítek, Fričovce, Strakonice, Písek, Klatovy, Litomyšl

### Filmové plakáty
- Dokumentováno 39 plakátů

### Zastoupení ve sbírkách
- Národní galerie v Praze
- Muzeum Narodowe, Wrocław
- Galerie hlavního města Prahy
- České muzeum výtvarných umění v Praze v současnosti GASK
- Galerie moderního umění v Roudnici nad Labem
- Severočeská galerie výtvarného umění v Litoměřicích
- Alšova jihočeská galerie v Hluboké nad Vltavou
- Galerie umění Karlovy Vary
- Galerie moderního umění v Hradci Králové
- Východočeská galerie v Pardubicích
- Galerie Klatovy-Klenová
- Oblastní galerie v Liberci
- Muzeum umění Olomouc
- Městský úřad v Náchodě
- soukromé sbírky doma a v zahraničí

### Výstavy

#### Autorské
- 1960 Alšova síň UB (se S. Podhrázským)
- 1970 Galerie Nová síň, Praha
- 1997 Státní galerie výtvarného umění v Náchodě (s M. Chlupáčem)
- 1998 Severočeská galerie výtvarného umění v Litoměřicích
- 2001	Galerie Otakara Kubína, Boskovice

#### Společné (výběr)
- 1957–1964 výstavy skupiny Máj 57, Obecní dům, Praha, Palác Dunaj Praha, Varšava, Poděbrady, Galerie Nová síň, Praha
- 1958/59 Umění mladých výtvarníků Československa 1958. Obrazy a plastiky, Jízdárna Pražského hradu ,Dům umění města Brna
- 1961 Hluboká 1961, Dům umění města Brna, Alšova jihočeská galerie v Hluboké nad Vltavou
- 1961 Realizace, Galerie Václava Špály, Praha
- 1963 Filmový plakát, Palác Lucerna, Praha
- 1964 II. Mezinárodní výstava filmových plakátů, MFF Karlovy Vary
- 1964 Socha 1964, Liberec
- 1965 Sochařská bilance 1955–1965, Olomouc
- 1965 Małarstwo a rzeźba z Pragi, Krakov
- 1966 Jarní výstava 1966, Mánes, Praha
- 1966 Aktuální tendence českého umění. Obrazy, sochy, grafika, Mánes, Praha
- 1967 České umění XX. století ze sbírek Středočeské galerie, Dům umění města Brna, Zámek Nelahozeves
- 1967 Mostra d´arte contemporanea cecoslovacca, Castello del Valentino, Turín
- 1967 1. pražský salon, Bruselský pavilon, Praha
- 1968 Nové tendence v tvorbě mladých českých výtvarníků: Obrazy, kresby, grafika, plastiky z šedesátých let, Východočeská galerie v Pardubicích
- 1968 Počátky generace, Galerie Václava Špály, Praha
- 1968 Socha piešťanských parkov '68, Kúpelový ostrov, Piešťany
- 1968 300 malířů, sochařů, grafiků 5 generací k 50 létům republiky, Praha
- 1970 Tschechische Skulptur des 20. Jahrhunderts: Von Myslbek bis zur Gegenwart, Schloß Charlottenburg - Orangerie, Berlín
- 1972 Sochařské setkání 1972, Vojanovy sady, Praha
- 1983 20 let Galerie hlavního města Prahy, Staroměstská radnice, Praha
- 1984 Wspołczesna sztuka czeska, Muzeum Narodowe, Wrocław
- 1986 Václav Boštík, Zdeněk Palcr, Stanislav Podhrázský, Olbram Zoubek, Galerie Josefa Matičky, Litomyšl
- 1989 Restaurátorské umění 1948–1988, Mánes, Praha
- 1990 Pocta umělců Jindřichovi Chalupeckému, Městská knihovna, Praha
- 1991 Šedá cihla 78/1991, Dům umění města Opavy, Galerie U Bílého jednorožce, Klatovy
- 1992/93 Přírůstky českého umění 20. století z let 1989–1992, Jízdárna Pražského hradu, Praha
- 1993 České výtvarné umění 1930–1960, České muzeum výtvarných umění, Praha
- 1994 Z českého výtvarného umění, Zámek Litomyšl
- 1994 Ohniska znovuzrození, Městská knihovna, Praha
- 1995 České výtvarné umění XX. století ze sbírek Českého muzea výtvarných umění, Dům U Černé Matky Boží, Praha
- 1996 V prostoru 20. století. České umění ze sbírky Galerie hlavního města Prahy, Městská knihovna, Praha
- 1996/97 Umění zastaveného času / Art when time stood still, Česká výtvarná scéna 1969–1985, Praha, Brno, Cheb
- 1999 Přírůstky sbírek státních galerií z let 1990–1997, Jízdárna Pražského hradu, Praha
- 1999/2000 Umění zrychleného času. Česká výtvarná scéna 1958–1968, Praha, Cheb
- 2000 Ozvěny kubismu, Dům U Černé Matky Boží, Praha
- 2000/1 100 + 1 uměleckých děl z dvacátého století / 100 + 1 Art Works of the Twentieth Century, Dům U Černé Matky Boží, Praha
- 2002/4 Svět hvězd a iluzí. Český filmový plakát 20. století, Moravská galerie v Brně, Mánes, Praha, České centrum New York, České centrum Londýn, Los Angeles, Bratislava, České centrum Drážďany, Hongkong, Galerie umění Karlovy Vary, Macao Museum of Art
- 2003/4 Ejhle světlo / Look Light, Moravská galerie v Brně, Jízdárna Pražského hradu
- 2004/6 Šedesátá / The sixties ze sbírky Galerie Zlatá husa v Praze, Dům umění města Brna, Galerie umění Karlovy Vary
- 2005 Opojná plasticita a ztělesnění duchovního světa, Figura v českém sochařství 20. století, Mánes, Praha
- 2007 Skupina Máj 57, Pražský hrad, Císařská konírna
- 2008 Nechci v kleci! / No cage for me!, Muzeum umění Olomouc
- 2010 Roky ve dnech. České umění 1945–1957, Městská knihovna, Praha
- 2010/11 Konfrontace. Československý a polský filmový plakát, Museum kinematografii v Łodzi
- 2012/13 Ááách / Československý filmový plakát 1959–1989, Wortnerův dům Alšovy jihočeské galerie, České Budějovice